# Boris Jelcyn
Boris Nikołajewicz Jelcyn (ros. Бори́с Никола́евич Е́льцин; ur. 1 lutego 1931 w Butce, zm. 23 kwietnia 2007 w Moskwie) – radziecki i rosyjski polityk. W latach 1990–1991 przewodniczący Rady Najwyższej Rosyjskiej Federacyjnej Socjalistycznej Republiki Radzieckiej. W latach 1991–1992 premier RFSRR oraz Federacji Rosyjskiej. W latach 1991–1999 prezydent Federacji Rosyjskiej.

## Życiorys

### Działalność w KPZR
W latach 1961–1990 Boris Jelcyn był członkiem KPZR, a od 1977 I sekretarzem Komitetu Obwodowego KPZR w Swierdłowsku (obecnie Jekaterynburg) – w pierwszym roku pełnienia przez niego tej funkcji zburzono były dom inżyniera Nikołaja Ipatiewa, miejsce kaźni cara Mikołaja II, jego rodziny i pracowników dworu.
Od 1985 r. Jelcyn był I sekretarzem Komitetu Miejskiego w Moskwie. W 1987 r. po krytyce połowiczności reform przeprowadzanych przez szefa partii Michaiła Gorbaczowa został usunięty z tego stanowiska, ale jednocześnie zdobył popularność w reformatorskim skrzydle partii, wśród neoliberalnej inteligencji. 29 maja 1990 został wybrany na przewodniczącego Rady Najwyższej RSFSR, pokonując ówczesnego premiera Rosji Aleksandra Własowa, którego kandydaturę poparł Michaił Gorbaczow.

### Prezydent Rosji
Stanął do wyborów 12 czerwca 1991 na urząd prezydenta RSFRR (Rosyjskiej Socjalistycznej Federacyjnej Republiki Radzieckiej) i wygrał je. Wkrótce po objęciu przezeń tego urzędu miał miejsce nieudany pucz (19–21 sierpnia 1991), skierowany przeciwko Gorbaczowowi, ówczesnemu sekretarzowi generalnemu KC KPZR. Jelcyn był głównym organizatorem i symbolem zwycięskiego oporu przeciwko puczystom, co pozwoliło mu szybko skupić pełnię władzy w swoich rękach i zmarginalizować Gorbaczowa. 8 grudnia 1991 w Wiskulach w Puszczy Białowieskiej zawarł z prezydentami Ukrainy i Białorusi porozumienie o rozwiązaniu ZSRR (tzw. porozumienie białowieskie). Jelcyn został prezydentem niepodległej Federacji Rosyjskiej.
W dniach 21 września 1993 – 4 października 1993 nastąpiła próba pozbawienia Borisa Jelcyna władzy prezydenckiej przez Radę Najwyższą, która w odpowiedzi na decyzję Jelcyna o jej rozwiązaniu pozbawiła go urzędu prezydenta i powierzyła tymczasowo ten urząd wiceprezydentowi Aleksandrowi Ruckojowi, co spowodowało kryzys konstytucyjny. Ruckoj nie uzyskał realnej władzy ani uznania międzynarodowego jako prezydent Rosji, a protest parlamentu został stłumiony przy użyciu wojska.
W 1993 roku Jelcyn odwiedził Polskę i jako pierwszy przywódca Rosji w historii przeprosił Polaków za zbrodnię katyńską dokonaną przez Stalina w 1940 r.
W 1996 r. wybrany na prezydenta po raz drugi (rywalizował o to stanowisko z Giennadijem Ziuganowem, wygrał w drugiej turze przewagą 53,8% do 40,3% głosów). Schorowany Jelcyn nie był jednak już w stanie efektywnie zarządzać państwem, a jego obowiązki wykonywali ludzie z najbliższego otoczenia, tzw. kremlowska rodzina, w której istotną rolę odgrywał wpływowy biznesmen i jeden z najbogatszych ludzi w Rosji, Borys Bieriezowski oraz córka Borysa Jelcyna, Tatiana Diaczenko.
W piątek 31 grudnia 1999 Jelcyn zrzekł się funkcji prezydenta. Pełniącym obowiązki prezydenta do czasu rozpisania wyborów został wtedy Władimir Władimirowicz Putin.

### Śmierć i pogrzeb

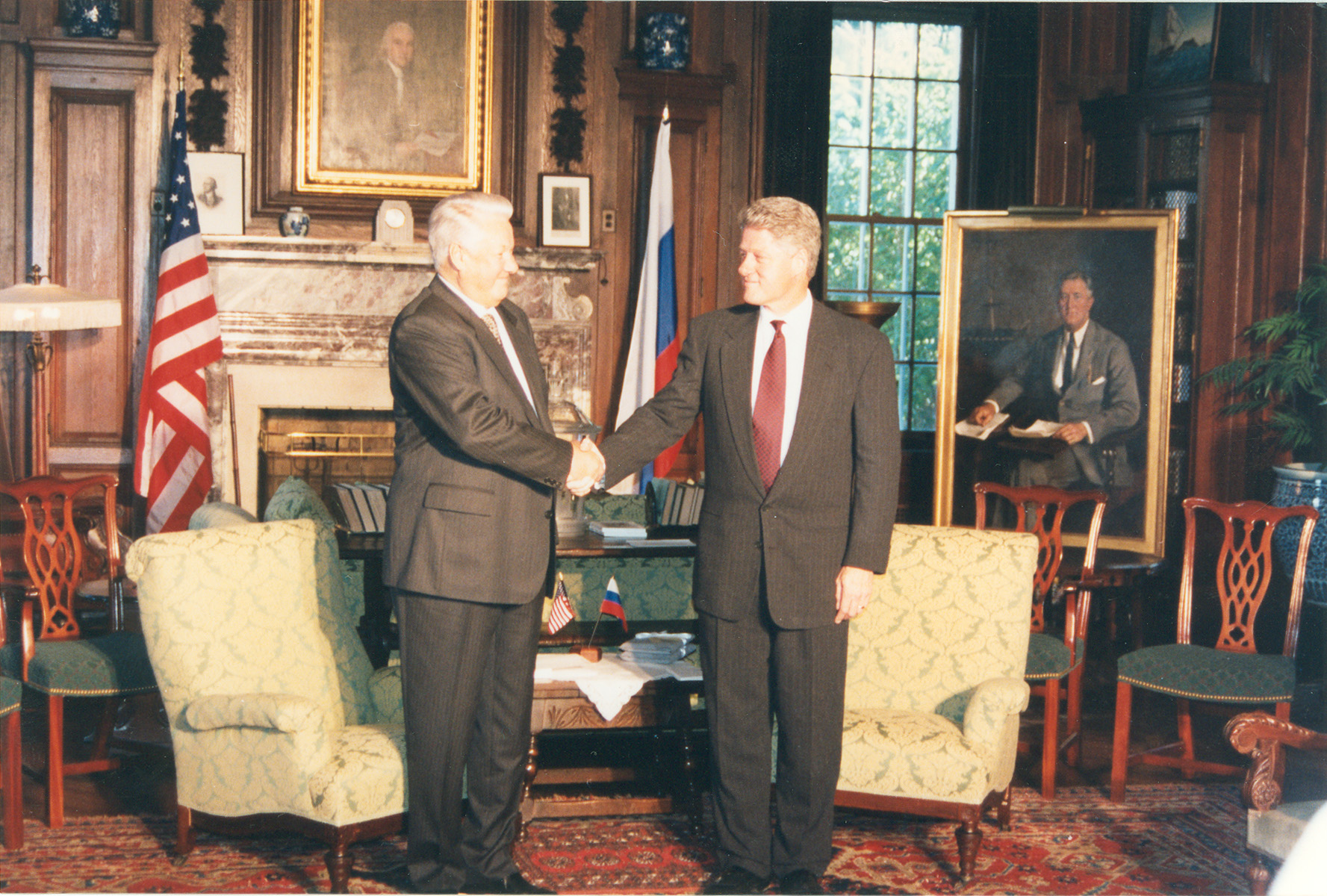
Jelcyn podczas spotkania z prezydentem Stanów Zjednoczonych Billem Clintonem w 1995

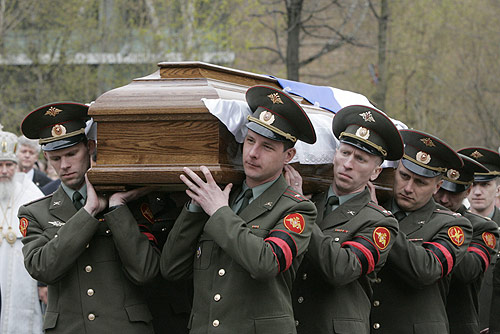
Żołnierze niosący trumnę Borisa Jelcyna w trakcie jego pogrzebu

Grób Jelcyna na Cmentarzu Nowodziewiczym

Zmarł w poniedziałek 23 kwietnia 2007 w Moskwie około godz. 15.45 czasu moskiewskiego (13.45 czasu warszawskiego) z powodu postępującej niewydolności sercowo-naczyniowej. Pogrzeb Borisa Jelcyna odbył się w środę 25 kwietnia 2007 (dzień ten został ogłoszony w Rosji dniem żałoby narodowej) na cmentarzu Nowodziewiczym w Moskwie obok grobów iluzjonisty Igora Kio i aktora Jewgienija Urbańskiego, naprzeciwko słynnej baleriny Galiny Ułanowej. Jelcyn został pochowany z honorami należnymi głowie państwa i zwierzchnikowi sił zbrojnych. Hołd oddał mu ówczesny prezydent Rosji Władimir Putin. Trumnę z ciałem Jelcyna przewieziono z Soboru Chrystusa Zbawiciela, gdzie odbyła się ceremonia żałobna, na cmentarz na lawecie armatniej podczepionej do transportera opancerzonego. Do grobu złożono ją przy dźwiękach hymnu Rosji. Oddano honorową salwę armatnią. Wśród kilkuset uczestników pogrzebu były osobistości z zagranicy, między innymi były prezydent Polski Lech Wałęsa, prezydent Białorusi Alaksandr Łukaszenka, premier Ukrainy Wiktor Janukowycz, a także eksprezydenci Stanów Zjednoczonych: Bill Clinton i George Bush, jak również osobistości ze świata kultury, na przykład światowej sławy rosyjska piosenkarka Ałła Pugaczowa, wieloletnia przyjaciółka prezydenta.

## Ordery i odznaczenia
- Order „Za zasługi dla Ojczyzny” I klasy (2001)[8][9]
- Order Lenina (1981)[10]
- Order Czerwonego Sztandaru Pracy (dwukrotnie)[10]
- Order „Znak Honoru” (1966)[10]
- Medal „Upamiętnienia 1000-lecia Kazania” (2006)[11]
- Medal 100-lecia urodzin Lenina (1969)
- Medal jubileuszowy „Trzydziestolecia zwycięstwa w Wielkiej Wojnie Ojczyźnianej 1941–1945” (1975)
- Medal jubileuszowy „60 lat Sił Zbrojnych ZSRR” (1978)
- Krzyż Wielki Legii Honorowej (Francja)[12][13]
- Kawaler Krzyża Wielkiego Udekorowany Wielką Wstęgą Orderu Zasługi Republiki Włoskiej (1991)[14]
- Order Księcia Jarosława Mądrego I klasy (Ukraina, 2000)[15]
- Komandor Krzyża Wielkiego z Łańcuchem Orderu Trzech Gwiazd (Łotwa, 2006)[16]
- Krzyż Wielki Orderu Krzyża Pogoni (Litwa, pośmiertnie 2011)
- Medal Pamiątkowy 13 Stycznia (Litwa, 1992)
- Order Franciszka Skaryny (Białoruś, 1999)
- Order „Złoty Orzeł” (Kazachstan, 1997)
- Order Dobrej Nadziei (Republika Południowej Afryki, 1999)[17]
- Złoty Order Olimpijski
- Order „Za Odwagę Osobistą” (Naddniestrze, 2001)[18]
- Order Gwiazdy Betlejem 2000 (Autonomia Palestyńska, 2000)[19][20]

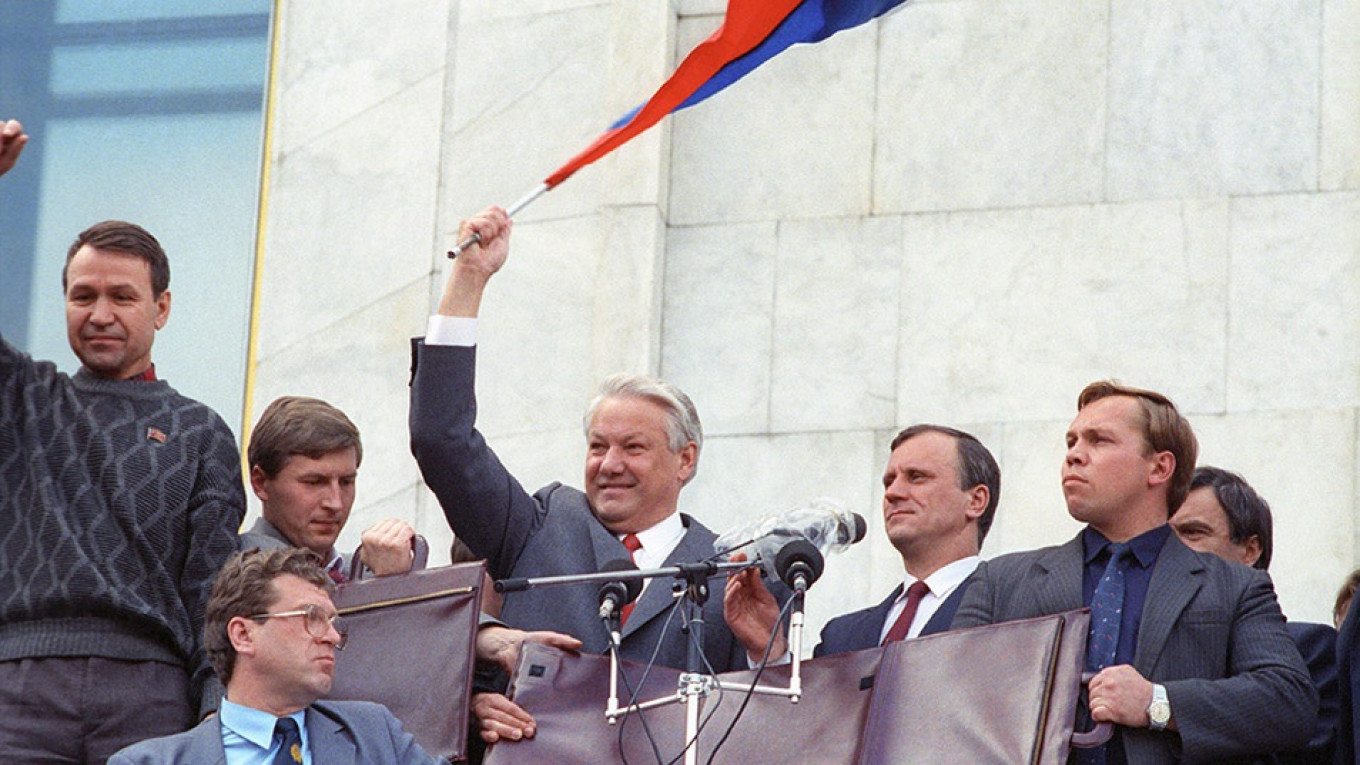
Boris Jelcyn w Moskwie 22 sierpnia 1991, tuż po zakończeniu puczu moskiewskiego

## Kontrowersje
- Boris Jelcyn znany był z nadużywania alkoholu[21]. W czasie uroczystości wymarszu ostatnich wojsk rosyjskich ze zjednoczonego Berlina zapamiętano mu, że w stanie upojenia alkoholowego zaczął dyrygować orkiestrze wojskowej[22]. Nagrania z tej wpadki obiegły świat i zostały negatywnie odebrane w Rosji, zwłaszcza w kręgach wojskowych. Prezydent nadużywał alkoholu również podczas wizyty w Białym Domu. Na spotkaniu z Billem Clintonem pijany Jelcyn rozbawił prezydenta USA swoimi odpowiedziami na konferencji prasowej. Po latach wyciekły także informacje o zatrzymaniu prezydenta Rosji przez agentów tajnych służb, gdy w nocy stał na ulicy w Waszyngtonie i próbował złapać taksówkę, żeby pojechać do pizzerii[23].

- W 1994 roku podczas wizyty w Irlandii Jelcyn nie wyszedł z samolotu, który wylądował na lotnisku w Shannon[24]. Prezydent w rozmowie z dziennikarzami powiedział, że spał i tłumaczył to zmęczeniem po podróży ze Stanów Zjednoczonych. W rzeczywistości powodem niedyspozycji był zawał serca. Fakt ten był długo ukrywany przed opinią publiczną, co po latach potwierdziła córka Jelcyna[25].
- W trakcie rządów Borisa Jelcyna przeprowadzono reformy gospodarcze Jegora Gajdara, które wywarły negatywne skutki dla rosyjskiej gospodarki oraz całego społeczeństwa rosyjskiego (inflacja, upadek przedsiębiorstw, problemy z zaopatrzeniem, spadek wartości waluty czy znaczny spadek średniej długości życia, obniżenie się realnych dochodów, których wartość spadła w latach 1992–2001 o 47%)[26][27].

## Upamiętnienie
- W 2008 r. został patronem jednej z ulic w Jekaterynburgu[28]. W tym samym roku jego imię otrzymał mieszczący się w mieście Uralski Państwowy Uniwersytet Techniczny[29].
- W rodzinnej miejscowości prezydenta znajduje się ulica jego imienia. Na domu, w którym mieszkał umieszczono także tablicę pamiątkową[30].
- W maju 2009 w Petersburgu otworzono Bibliotekę Prezydencką imienia Borisa Jelcyna[31].
- W Kirgistanie nazwano jego imieniem jeden ze szczytów górskich[32]. W 2003 w miejscowości Czołpon-Ata odsłonięto pomnik Jelcyna[33].
- 1 lutego 2011, z okazji 80. rocznicy urodzin Borisa Jelcyna, w Jekaterynburgu odsłonięto jego pomnik. W uroczystości odsłonięcia obiektu wziął udział prezydent Federacji Rosyjskiej Dmitrij Miedwiediew[34].
- 22 sierpnia 2013 w Tallinnie, na kamiennym murze w pobliżu gmachu rządu estońskiego, wmurowano płaskorzeźbę i tablicę pamiątkową upamiętniającą Borisa Jelcyna. Na rzeźbionym wizerunku umieszczony został napis w językach estońskim, rosyjskim i angielskim: Pamięci pierwszego prezydenta Rosji Borisa Jelcyna, za jego wkład w pokojowe przywrócenie niepodległości Estonii w latach 1990–1991. Obiekt odsłoniła przewodnicząca Zgromadzenia Państwowego Ene Ergma. W ceremonii uczestniczyli także minister edukacji Estonii Jaak Aaviksoo, były prezydent kraju Arnold Rüütel, burmistrz Tallina Edgar Savisaar oraz były przewodniczący Rady Najwyższej Białoruskiej SRR Stanisław Szuszkiewicz[35][36][37].
- 25 listopada 2015 w Jekaterynburgu otwarto Prezydenckie Centrum Borisa Jelcyna[38].

## Publikacje
1. Wyznania, tł. Władysław Sokołowski, Warszawa 1990. ISBN 83-900071-0-X.
2. Notatki prezydenta (od puczu do puczu), tł. Maria Kotowska, Warszawa 1995. ISBN 83-86386-19-3.
3. Prezydencki maraton, tł. Anna Łabuszewska, Warszawa 2001. ISBN 83-7311-026-7.
4. Borys Jelcyn. Od świtu do zmierzchu, Aleksander Korżakow, Warszawa 1998. ISBN 83-86678-87-9.